# Фёнс, Андерс
Андерс Фёнс (дат. Anders Fønss; род. 20 июня 1988, Кертеминне, Фюн) — датский футболист, нападающий клуба «Агедруп Буллеруп». В 2018 году сыграл 1 матч за сборную Дании.

## Биография

### Клубная карьера
Воспитанник клуба «Фьордагер». Всю профессиональную карьеру проводит в клубах низших лиг Дании. Дольше всего находился в составе клуба «Таруп-Поруп», с которым проделал путь из пятого в третий дивизион Дании.

### Карьера в сборной
В 2018 году между датским футбольным союзом и ассоциацией датских футболистов произошёл конфликт. Стороны не смогли подписать партнёрское соглашение (действие предыдущего закончилось ещё 1 августа), из-за разногласий по использованию имиджевых прав игроков сборной. В итоге футболисты объявили бойкот федерации и отказались выходить на товарищеский матч против сборной Словакии, их поддержали и другие профессиональные футболисты, которые также отказались от вызова в сборную. 4 сентября на сайте датского футбольного союза был опубликован новый состав из 24 футболистов, куда вошёл и Андерс Фёнс. На следующий день Фёнс появился на поле на 71-й минуте, заменив Мадса Бертельсена. Встреча завершилась со счётом 0:3 в пользу Словакии.

## Статистика

### Матчи Фёнса за сборную Дании
| Матчи Фёнса за сборную Дании | Матчи Фёнса за сборную Дании | Матчи Фёнса за сборную Дании | Матчи Фёнса за сборную Дании | Матчи Фёнса за сборную Дании | Матчи Фёнса за сборную Дании |
| ---------------------------- | ---------------------------- | ---------------------------- | ---------------------------- | ---------------------------- | ---------------------------- |
| №                            | Дата                         | Соперник                     | Счёт                         | Голы Фёнса                   | Соревнование                 |
| 1                            | 5 сентября 2018              | Словакия                     | 0:3                          | —                            | Товарищеский матч            |

Итого: 1 матч / 0 голов; 0 побед, 0 ничьих, 1 поражение.